# Arruda (Rosário Oeste)
Arruda é um distrito do município de Rosário Oeste no estado de Mato grosso.

## História
O distrito de Arruda foi criado pela lei estadual nº 166, de 25 de outubro de 1948. O nome do distrito provém do sobrenome Arruda de origem geográfica e de bastante tradição no Vale do Rio Cuiabá. Sua população em 2010 era de 1216.